# Karadeniz Ereğli
Karadeniz Ereğli (abgekürzt Kdz. Ereğli) oder kurz Ereğli (zur Zeit des Osmanischen Reiches: Bender-i Ereğli) ist eine Stadt und Hauptort des gleichnamigen Landkreises der Provinz Zonguldak in der westlichen Schwarzmeer-Region der Türkei. Die Stadt liegt 46 Straßenkilometer südwestlich der Provinzhauptstadt Zonguldak. Laut Stadtsiegel erhielt sie 1880 den Status einer Belediye (Gemeinde).
Die Stadt hat über 100.000 Einwohner und ist der größte Ort der Provinz. Sie beherbergt das größte Stahlwerk der Türkei im Besitz des Stahlkonzerns Erdemir. Die Stadt geht auf das antike Herakleia Pontike zurück; der Name Ereğli leitet sich von Heraclea ab. In osmanischen Quellen des 15. und 16. Jahrhunderts wird es auch als Bendereğli oder Bender Ereğli bezeichnet. Evliya Çelebi nannte es Bartın Ereğlisi. Ereğli (Herakleia Pontica) füllte 1899 nur ein Sechstel der Fläche innerhalb der byzantinischen Mauern.
Ereğli ist einer der wenigen natürlichen Häfen der westlichen türkischen Schwarzmeerküste. Er liegt vor den Nordwinden geschützt hinter dem Landvorsprung Bababurnu am Hang. Eine Küstenstraße trennt Stadt und Meer. Die erste bekannte Besiedlung erfolgte durch griechische Kolonisten im 6. Jahrhundert vor Christus. Hier herrschten u. a. Klearchos und Lysimachos. Während der Herrschaft der Osmanen gehörte es zunächst zum Beylerbeylik Anatolien und war dort als Gerichtssprengel Teil des Sandschaks Bolu. Steuerregister des 16. Jahrhunderts zeigen das Bild einer Kleinstadt mit ca. 1200 Einwohnern. Im 20. Jahrhundert blieb es hinter dem starken Wachstum von Zonguldak zurück.
Die türkische Marine betreibt in Ereğli einen Stützpunkt.

## Der Landkreis
Der Landkreis bestand schon bei Gründung der Türkei 1923 und liegt im Westen der Provinz Zonguldak. Er grenzt im Westen an den Landkreis Alaplı, im Nordosten an den Kreis Kozlu und im Osten an den Kreis Devrek. Im Norden bildet das Schwarze Meer die Grenze und im Süden die Provinz Düzce.
Der Kreis besteht neben der Kreisstadt (68,6 % der Landkreisbevölkerung) aus drei weiteren Belediye (Gemeinden): Gülüç (7979), Kandilli (2753) und Ormanlı (2216 Einw.). Des Weiteren existieren noch 93 Dörfer (Köy) mit durchschnittlich 457 Bewohnern. Sieben Dörfer haben über 1000 Einwohner:
- Süleymanbeyler (1408)
- Yunuslu (1360)
- Soğanlıyörük (1274)
- Dağlıca (1241)
- Yazıcılar (1218)
- Ortacı (1157)
- Aydınlar (1018 Einw.)

Ein Drittel der Dörfer (31) hat mehr als der Durchschnitt (457) Einwohner.
Die Bevölkerungsdichte (240,0) liegt über dem Wert der Provinz (177,0 Einw. je km²), der städtische (urbane) Bevölkerungsanteil beträgt 75,96 Prozent.

## Söhne und Töchter der Stadt
- Murat Boz (* 1980), Sänger

## Städtepartnerschaften
- Hydra, Griechenland (seit 1995)
- Düren, Deutschland (seit 2011)
- Târgoviște, Rumänien (seit 2011)
- Brindisi, Italien (seit 2011)
- Monfalcone, Italien (seit 2011)
- Keçiören, Türkei (seit 2015)
- Jinhua, Volksrepublik China